# Curetis hera
Curetis hera är en fjärilsart som beskrevs av Hans Fruhstorfer 1900. Curetis hera ingår i släktet Curetis och familjen juvelvingar. Inga underarter finns listade i Catalogue of Life.